# マイカル・ジャッジ
マイカル・ジャッジ（Mychal Judge、O.F.M.、1933年5月11日 - 2001年9月11日、Michael Fallon Judge、マイケル・ファーロン・ジャッジとも）は、フランシスコ会の修道士、カトリックの司祭。ニューヨーク市消防局のチャプレン（教会でなく社会組織に使える司祭）であった。2001年のアメリカ同時多発テロ事件のさなか、世界貿易センタービルでの職務中に殉職し、事件における最初の死者として認定されている。

## 生い立ち
1933年5月11日、ニューヨーク市ブルックリン区でロバート・エメット・ジャッジの名で、アイルランド・リートリム県からの移民の長男として生まれた。二卵性双子の姉である Dympnaは2日遅れの生まれであった。7月4日にブルックリンのセントポール教会で幼児洗礼を受ける。彼ら双子と、姉の Erinは世界恐慌のさなかに育った。
ジャッジは3歳から6歳にかけて、頭蓋骨と内耳に長く辛い痛みをもたらす乳様突起に苦しみ死んでいく父親の姿を見て育った。父の死後は収入を得るためにマンハッタンのアッシジのフランシスコ教会にすぐ訪問できる、教会真向かいのペンシルバニア駅で靴磨きの仕事をして育つ。後にこの頃のことを「物質社会に興味を持てないと気付かされ、修道士になりたいという気持ちを知った」と語っている。

## キャリア
青年時代をブルックリンの進学校、聖フランシス高校で過ごす。1948年、ブルックリンのフランシスコ在俗修道会で学んでいた15歳の時に、ジャッジは修道会に入る儀式を受ける。その後ニューヨーク州 Callicoonの教会管区にある全寮制の聖ヨセフ・セラフィック神学校へと進む。卒業後は Oleanの聖ボナヴェンチュア大学へ籍を置き、1954年にはニュージャージー州パターソンの修道会に入会を果たした。変容の年を経て、ジャッジは僧衣を受領し、修道会のメンバーとしての最初の宣誓を果たし、洗礼名として Fallon Michaelを名乗った（後に Fallonの名乗りはやめ、また Michaelもゲール語風に Mychalと改めた）。1957年には聖ボナヴェンチュア大学に戻り、学位を得た。1958年には修道会の完全なメンバーとしての宣誓を済ませ、その後はワシントンD.C.の神学校で神学を学び、1961年に学問を修め司祭として授戒された。
叙階後、ジャッジはマサチューセッツ州ボストンの聖アントニー教会に配属された。その後、フランシスコ会のいくつかの小教区—ニュージャージー州イーストルーサーフォードの聖ヨセフ小教区、ニュージャージー州ロシェルパークのサクラダハート小教区、ブロンクス区のホーリークロス小教区、ニュージャージー州ウエストミルフォードの聖ヨセフ小教区を担当した。
ニューヨーク州ロンドンヴィルの修道士によって運営されているシエナ大学学長のアシスタントを3年務めた後、1986年に、幼い頃初めて修道士に接したマンハッタンの、アッシジのフランシスコ教会に配属された。彼は晩年までここに住み、ここに身を捧げた。
1971年ごろ、明らかな兆候は示していないものの、ジャッジはアルコール依存症に陥っていた。1978年にアルコホーリクス・アノニマスの助けを受け、その後は個人的なアルコール依存症の体験を、依存症に苦しむ他の人々のためにシェアし続けた。
1992年、ニューヨーク市消防局のチャプレンを担当するようになった。チャプレンとして、彼は火事の現場、救急の現場、病院での励ましと祈りを行い、また消防士とその家族のカウンセラーを務め、しばしば1日に16時間働いていた。マイカル・マックニコラスはフィルム「9/11の聖人」の中で、「彼の司牧は愛のためにあり、ジャッジは消防局を愛し、消防士たちも彼を愛していた」と語っている。彼はAFSCME（アメリカ連邦の国家・自治体職員労働組合）第37評議会区のメンバーだった。
ニューヨークでは、ジャッジはホームレス、飢えた人々、アルコール依存症からの回復を試みる人々、エイズ患者、病や怪我に悩む人、移民、ゲイ、レズビアンなどの、教会から阻害されていた人々のために司牧することで知られていた。
例を挙げると、ジャッジは冬用のコートをホームレスの女性に与えたことがあった。後に「彼女は私よりもそれが必要だったから」と語っている。また、エイズで死にゆく男性から「神は私を嫌っているだろうか？」と尋ねられた時は、ジャッジは彼を抱き上げ、キスをし、静かに両の腕で抱きしめてあやすようにしたという。
死の時にあたっても、非凡な慈善活動の数々と深い精神性から、多くの人がジャッジのことを「生ける聖人」だと認めた。祈りのさなかでもジャッジはしばしば「神のうちに恍惚状態になり、何時間も時が経過していることに驚くことがあった」という。
ジャッジの元霊的ディレクターであった元イエズス会士のジョン・J・マクニールは、ジャッジのことを「彼は神との特別に大きな結びつきを秘めていた。我々は、人と向き合うときに神との直接なつながりを持つのだ」と述べている。

## アメリカ同時多発テロ事件
2001年9月11日、知られている通り、世界貿易センタービルは2機のジェット機による自爆攻撃を受けた。ジャッジはその場に急行し、当時のニューヨーク市長ルドルフ・ジュリアーニに負傷者と市民のために祈るよう要請を受けた。ジャッジは道路に横たわる被害者の死体に祈りを捧げた後、救急隊が管轄していた北棟のエントランスへと入り、請われるままに負傷者と死者のために祈りを捧げ続けた。
9時59分に南棟が崩壊した時、多数の破材が北棟のロビーに降り注ぎ、ロビーにいた多くの人が死亡した。そして、そこにはジャッジも含まれていた。伝記記述者とニューヨークデイリーニュースのコラムニストのマイケル・ダリによると、頭を打たれて死ぬその瞬間まで、ジャッジは繰り返し、「主よ、この惨劇をいますぐ終わらせたまえ！　神よ、終わらせたまえ！」と大声で祈っていたという。
ジャッジの死は、ニューヨーク市警の警部によってすぐに発見された。警部と2人の消防士、ニューヨーク消防局の緊急医療技術士、近くにいた市民がジャッジの亡骸を北棟の外に運び出した。この様子は、Jules Clément Naudet と Thomas Gédéon Naudetの二人によるドキュメンタリーフィルムの「9/11」に収められ、ロイターのカメラマン Shannon Stapletonが5人の男たちに運び出されるジャッジの写真を撮影している。この写真は世界同時多発テロを代表する最も有名なイメージのひとつとなった。フィラデルフィア・ウイークリーはこの写真を「アメリカのピエタ」と伝えた。
ジャッジはテロ攻撃による公認第一号の被害者と認定され、「死者0001号」に指定された。もちろん彼の前に、消防スタッフ、通りすがりのもの、ハイジャックされた飛行機の乗客、ビルにいた者、ペンタゴン関係者などがいたが、ジャッジは最初に亡骸が運びだされ、最初に検死を受けた者として認定された。
ジャッジの死は、彼の永らくの友人であったニューヨーク市警のスティーブン・マクドナルド調査官によって公式に確認された。ニューヨーク市の医療機関は彼の死因を「頭部への打撲」と判定した。

## 追悼と栄誉

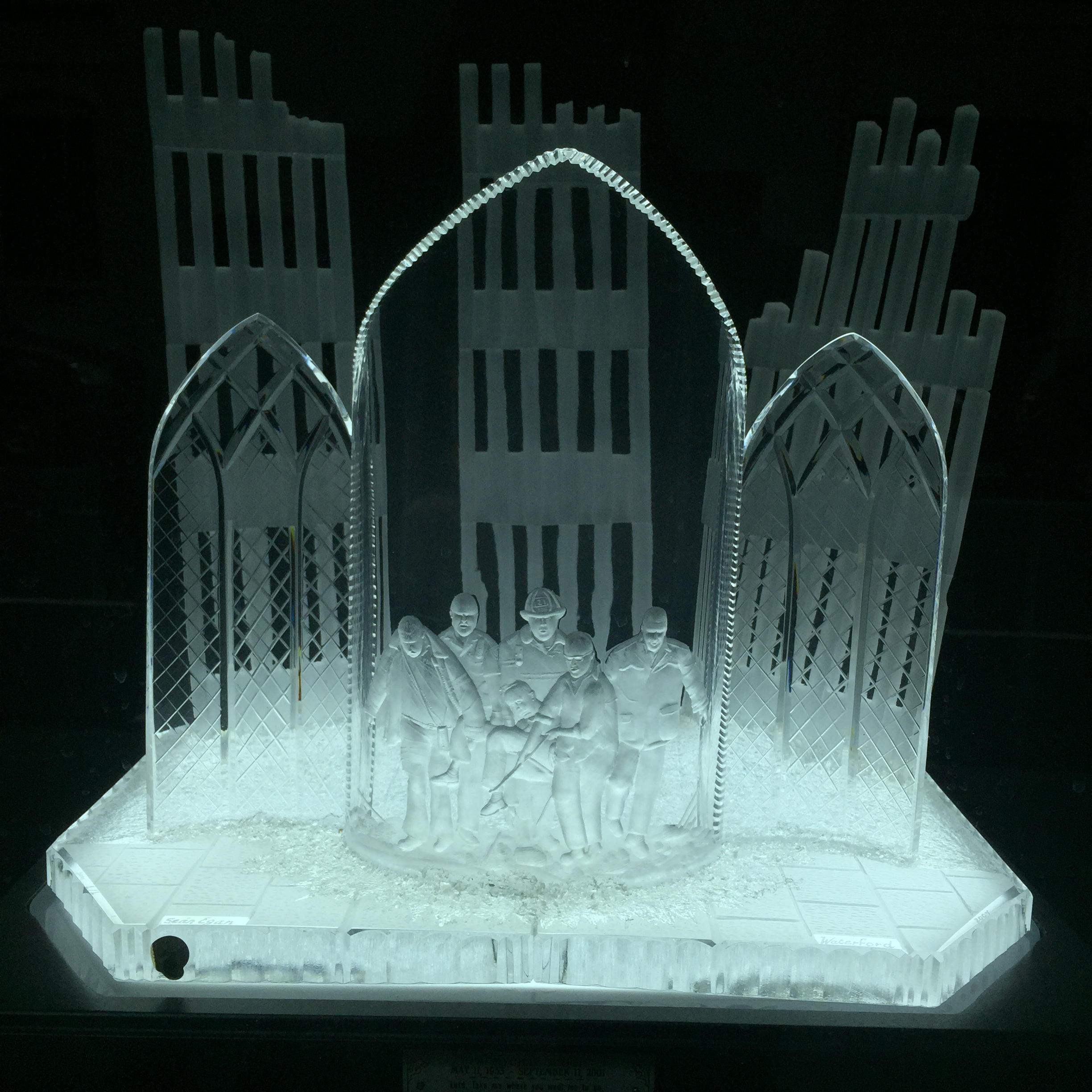
31丁目142番地にあるニューヨーク消防局の記念碑。Shannon Stapletonによる写真をモチーフにしている。

2001年9月15日にアッシジのフランシスコ教会で開かれたジャッジの葬儀ミサには3000人が臨席した。この葬儀を司ったのは当時のニューヨークの大司教・エドワード・イーガン枢機卿であった。葬儀に臨席していたビル・クリントン前大統領はジャッジの死を「a special loss. We should lift his life up as an example of what has to prevail ... We have to be more like Father Mike than the people who killed him.」と語った。
ジャッジの遺体は、ニュージャージー州トトワの Holy Sepulchre墓地の修道士墓に埋葬された。2001年11月、 Brendan Fayは、ニューヨークのジェネラル・テオロジカル神学校「よき羊飼いのチャペル」にて月命日のための集会を組織した。これは夕拝の中で、聖書の話や伝統的なアイルランド音楽とともにジャッジの個人的な証を語るものであった。
ジャッジの列聖に向けての呼びかけがローマ・カトリック教会に対して行われているが、ローマ教皇庁からはこれをとり合う兆候は見られていない 。ローマから独立しているいくつかの教会、特にアメリカ正教会ではジャッジを聖人と認定している。また、幾人かのカトリック教会の指導者は、ジャッジを事実上の聖人であると認めており、列聖に必要な「癒やしの奇跡」がジャッジの祈りの中で起きていたと主張している。

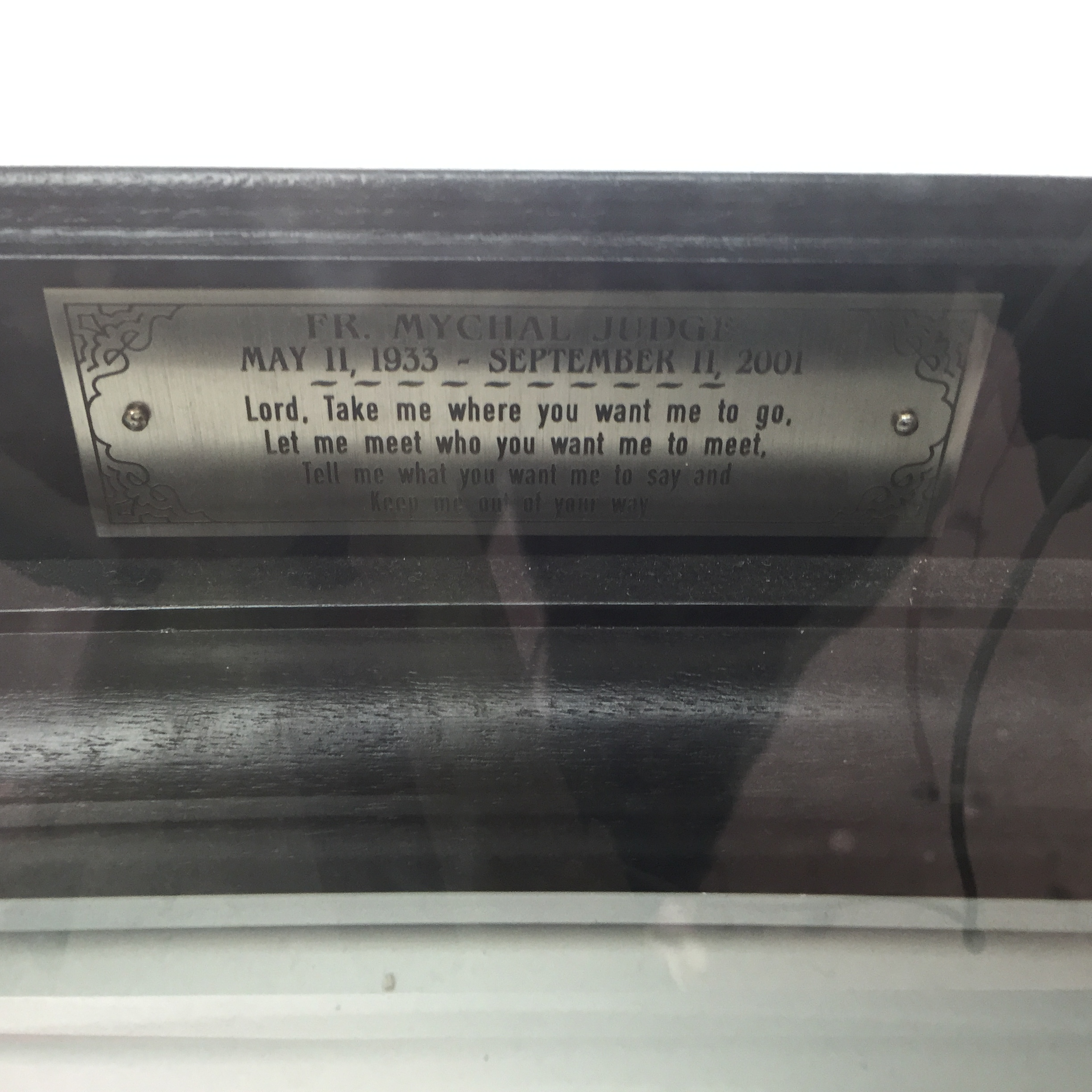
マイカル・ジャッジ神父
1933年5月11日 - 2001年9月11日
主よ／あなたの行かせたいところに私を遣わせてください／あなたが逢わせたい人に私を逢わせてください／あなたの語らせたいことを私に語らせてください／あなたの道を守らせて下さい

ジャッジの消防ヘルメットは当時の教皇ヨハネ・パウロ2世に送られた。フランス政府はジャッジにレジオンドヌール勲章を送った。アメリカ合衆国議会のメンバーの幾人かはジャッジを議会名誉黄金勲章および大統領自由勲章に推薦している。2002年、ニューヨーク市は西31丁目の一部、ジャッジの住んでいた修道会の周辺を「マイカル・F・ジャッジ神父通り」に、通勤に使われたフェリーを「神父マイカル・ジャッジ号」とした。
2002年、合衆国議会は「警察と消防に勤めるチャプレンのための公安官給付法（マイカル・ジャッジ法）」（The Mychal Judge Police and Fire Chaplains Public Safety Officers Benefit Act）を通過させた。この法律は警察や消防に勤めるチャプレンに対する連邦死亡給付金を、該当者が殉職した際に同性愛パートナーや内縁関係の配偶者にまで適応させることに言及した初めての法案であった。
ニューヨーク市報道協会は「マイカル・ジャッジ、ニューヨーク市の心アワード」を設立した。これはニューヨーク市内での報道に対して毎年送られるもっとも無料に近い賞である。
ニュージャージー州イーストルーサーフォードでは、ジャッジの記念公園に銅像を建てるキャンペーンが開始されている。
ペンシルベニア州レディングにあるフランシスコ会の伝統的な私立大学、アルバーニア大学では、新しい寄宿舎の名をジャッジの栄誉によって名づけた。
2005年にアイルランドのリートリム県ケーシュカリガン村には、ジャッジのゆかりの人々による寄付により記念館が建てられた。毎年9月11日には、村とその周辺の人々によってジャッジの生涯が祝されている。
2006年、Glenn Holstenと Brendan Fayはイアン・マッケランの語りによるドキュメントフィルム「9/11の聖人」を公開した。
アイルランド系アメリカ人のバンド「Black47」のリーダー、Larry Kirwanは「マイカル」と題されたジャッジを称えるトリビュートソングを2004年のアルバム「ニューヨーク・タウン」で発表した。
マイカル・ジャッジ神父記念ウォークが毎年9/11記念日の前の日曜日に開かれている。スタート地点の西31丁目・聖フランシス教会でのミサから始まり、グラウンド・ゼロまで、祈りとともにジャッジの最後の歩みをなぞるように行われる。毎年9月11日にはボストンでジャッジを記念するミサが行われ、9/11事件で家族を失った多くの市民が列席する。
国立911記念博物館では、ジャッジの名が南側噴水池のS-18番パネルに刻まれている。
2014年、ジャッジはLGBTの歴史と人物を祝う"世界唯一の野外博物館"「レガシー・ウォーク」の展示メンバーに選ばれている 。
2015年には、ジャッジが数年を過ごした小教区のあるニュージャージー州イーストルーサーフォードの公園に像が献じられた。

## ゲイに対する姿勢と連帯
ジャッジの死後、彼の幾人かの友人たちによって、（姿勢の問題は別として、彼は司祭として独身ではあったが）ジャッジがゲイであったことが明らかになった。火災委員のトマス・ファン・エッセンは「実際のところ、私は秘密を守ったが、統一消防士協会にいたころに彼のホモセクシュアリティを知っていた。5年前に委員になった時、彼は私にそう打ち明けた。私達はこのことを他の消防士に理解してもらうことがどんなに難しいか知っていたので、私と彼はこのことをよく笑い話にしていた。しかし私はただ、彼が驚くべき、心の暖かい、誠実な男であることを知っていただけだった、彼がゲイであるかどうかは関係がなかった」と語っている。
ジャッジの性的指向が明らかになったことについて論争が起こらなかったわけではない。法律家のデニス・リンチはローマ・カトリック教会の公式ホームページに、ジャッジはゲイではなく、彼をゲイだと定義するのは「カトリック教会を攻撃」したがっている「同性愛活動家」によるもので、ジャッジを「同性愛のアイコン」にしようとしていると寄稿した。それに対し、ジャッジが自身をゲイだと認識していたことは、彼自身とその他の私的な記録によって証明されているとの反論があった。
ジャッジは、ローマ・カトリック教会の同性愛に関する教えを変革しようとするLGBT活動家の組織である「DignityUSA」の長期的なメンバーであった
。
1986年10月1日、教皇庁の教理省は「同性愛者に関する司牧的配慮について」という書簡を出している。これは同性愛を「本質的な道徳悪に向かう強い傾向」だと宣言するもので、John Joseph O'Connorを含む多くの司教が、DignityUSAを彼らの管轄する教区の教会から追放した。ジャッジは以前に、アッシジのフランシスコ教会でのDignityUSAのエイズに関する宣教を歓迎していた。これはフランシスコ修道会によってコントロールされていたため、枢機卿によるDignityUSA追放から部分的に免れていた。
ジャッジは、表向きにはローマ・カトリックの教えに従い、同性愛を認めていなかった。様々な要素はあったが、彼は独身であり続けた。ジャッジはよく「世界には実にたくさんの愛のかたちがあります。私たちにそれらをいちいち差別する余裕がありますか？」と問うていた。